# Marie-Christine Beugré
Marie-Christine Beugré, née le 28 janvier 1984 à Abidjan, est une actrice, modèle et présentatrice de télévision ivoirienne. Elle se fait un nom dans le cinéma grâce aux téléfilms Et si Dieu n’existait pas et Sœurs ennemies,. En 2017, elle est désignée comme ambassadrice Afrique de la marque internationale de cosmétique Dove,.

## Biographie

### Débuts
Marie-Christine Beugré naît le 28 janvier 1984 à Abidjan en Côte d'Ivoire. Après son baccalauréat, elle, qui rêve de devenir hôtesse de l'air, entame des études supérieures en tourisme, puis en communication dans sa ville natale.

### Carrière
Après ses études, elle intègre une agence de voyage. Au cours d'un événement organisé par un partenaire de l'agence où elle est employée, elle défile pour la première fois, sous l'instance de son employeur. Elle est alors repérée par un réalisateur cinématographique. Réticente au premier abord, Guy Kalou et Mike Danon sont insistants. Elle finit par accepter de devenir actrice de cinéma. Elle commence sa carrière d'actrice avec le film Exil intérieur d’Arantes de Bonali aux côtés de Guy Kalou.
Marie-Christine Beugré se fait ensuite connaître en tant que présentatrice météo. En parallèle, elle fait occasionnellement du mannequinat, ce qui lui permet de faire des rencontres. Au début de sa carrière, elle est refusée pour plusieurs projets publicitaires et cinématographiques à cause de sa couleur de peau jugée trop sombre.
Marie-Christine Beugré renoue avec le cinéma par le film ''Et si Dieu n’existait pas'' d'Alain Guikou. Le film connaît un grand succès et est nommé au Fespaco. En 2017, elle participe au Festival de Cannes en tant qu’ambassadrice du cinéma ivoirien,. En 2018, elle est désignée comme l'une des 35 francophones faisant bouger l'Afrique.
En 2019, elle est désignée comme ambassadrice d'un projet humanitaire au Gabon.

## Filmographie

### Séries
- 2019 : Sœurs ennemies diffusée sur TV5 Monde, RTI 1
- 2016 : Chez Colette, diffusée sur Nollywood TV

### Cinéma
- 2015: Et si Dieu n’existait pas 2

- 2015: Sorti de l'ombre - Le Complot de Alain Guikou

- 2012: Exil intérieur de Guy Kalou
- 2012: Et si Dieu n’existait pas 1 Alain Guikou

### Télévision
- 2012 : présentatrice de la météo sur RTI 1

## Prix et distinctions
- 2019 : nomination pour le prix de la meilleure interprétation féminine catégorie Série, au NISA (Nuit ivoirienne du 7e art et de l’audiovisuel) pour son rôle dans la série Sœurs ennemies.
- 2019 : ambassadrice d’un projet humanitaire au Gabon
- 2019 : meilleure actrice de l’année aux African Awards Talent[10]
- 2019 : actrice la plus influente d’Afrique francophone lors des ZAFAA Global Awards à Abuja au Nigeria
- 2017 : ambassadrice sur le continent africain de la marque internationale de beauté Dove
- 2017 : marraine et membre du jury finale Égéries Dove Afrique
- 2017 : ambassadrice du cinéma ivoirien au Festival de Cannes